# Matrículas automovilísticas de Dinamarca

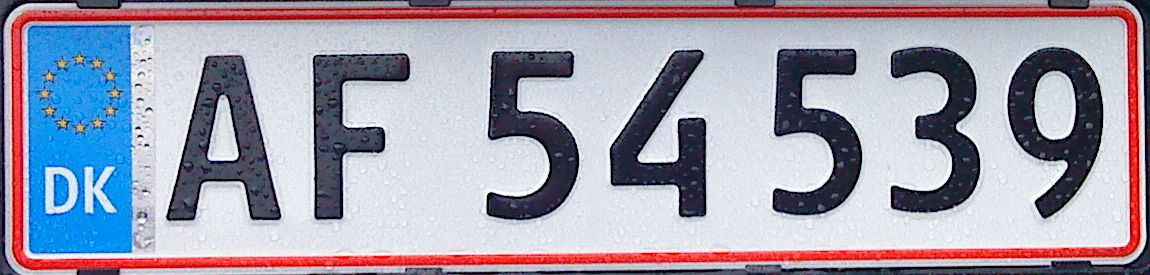
Formato de matrícula danesa actual.

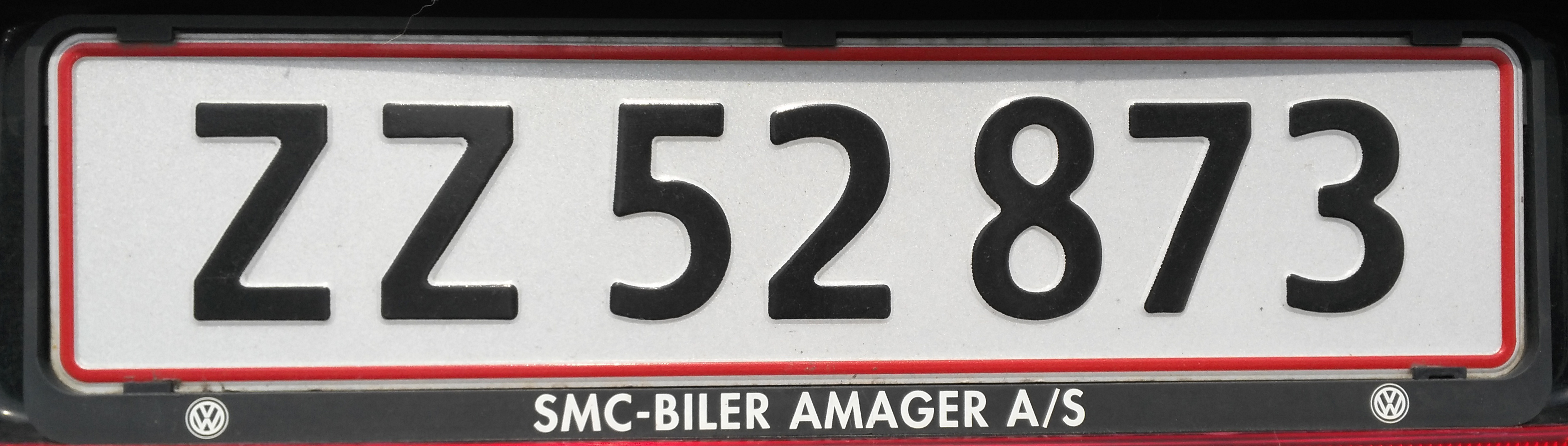
Matrícula danesa sin distintivo UE.

Las placas de matrícula de los vehículos de Dinamarca siguen un sistema alfanumérico formato por dos letras y cinco cifras (por ejemplo, AB 12 345). La combinación es simplemente una serie alfanumérica y no tiene conexión con una ubicación geográfica, sino que las cifras forman series de números en función del tipo de vehículo. Los caracteres son negros sobre fondo blanco y el tamaño de la placa es de 504 mm por 120 mm (rectangular).
Desde octubre de 2009 el formato es el común al resto de placas de la Unión Europea, por lo que también lleva la sección azul al extremo izquierdo con las estrellas en círculo de la UE y el código del país, DK. Toda la placa tiene un borde de color rojo.
Las letras I, Q, Æ, Ø y Å no se utilizan. La letra O solo se utiliza como primera letra de la combinación. Las siguientes combinaciones de letras (BH, BU, CC, CD, DK, DU, EU, KZ, MU, PU, PY, SS, UD, UN y VC) se consideran inadecuadas y por eso no se asignan.
El parlamento danés decidió en 2006, antes de adoptarlo, que el propietario de un vehículo pudiera escoger voluntariamente la adopción del formato UE de matrícula, por lo que el anterior al 2009 es completamente vigente. No obstante, para que los vehículos con el formato antiguo puedan salir al extranjero tienen que llevar el distintivo del país en una pegatina ovalada de fondo blanco y caracteres negros de 175 mm x 115 mm de fondo sin ningún tipo de publicidad.

## Islas Feroe

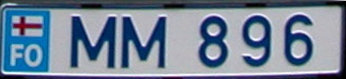
Modelo de matrícula de las Islas Feroe.

El formato de matrícula utilizado en las Islas Feroe e introducido en 1996 sigue un sistema de dos letras y tres cifras (por ejemplo, AB 123) en color azul oscuro sobre fondo blanco. En el lado izquierdo lleva una franja azul, similar a las placas de formato UE, con la bandera y el distintivo FO de las islas, ya que a pesar de pertenecer a Dinamarca están fuera de la Unión Europea.

## Groenlandia
Las matrículas en Groenlandia se introdujeron a partir de 1968, con un sistema de una letra, la G, seguida de hasta cuatro cifras. Los caracteres eran blancos sobre fondo negro.
El actual formato de matrícula, utilizado desde 1976, sigue un sistema con dos letras, GR, y cinco cifras (por ejemplo, GR 12 345). El formato, la tipografía y las medidas son iguales a los de las placas danesas. El diseño actual comienza con GL. 

## Codificación

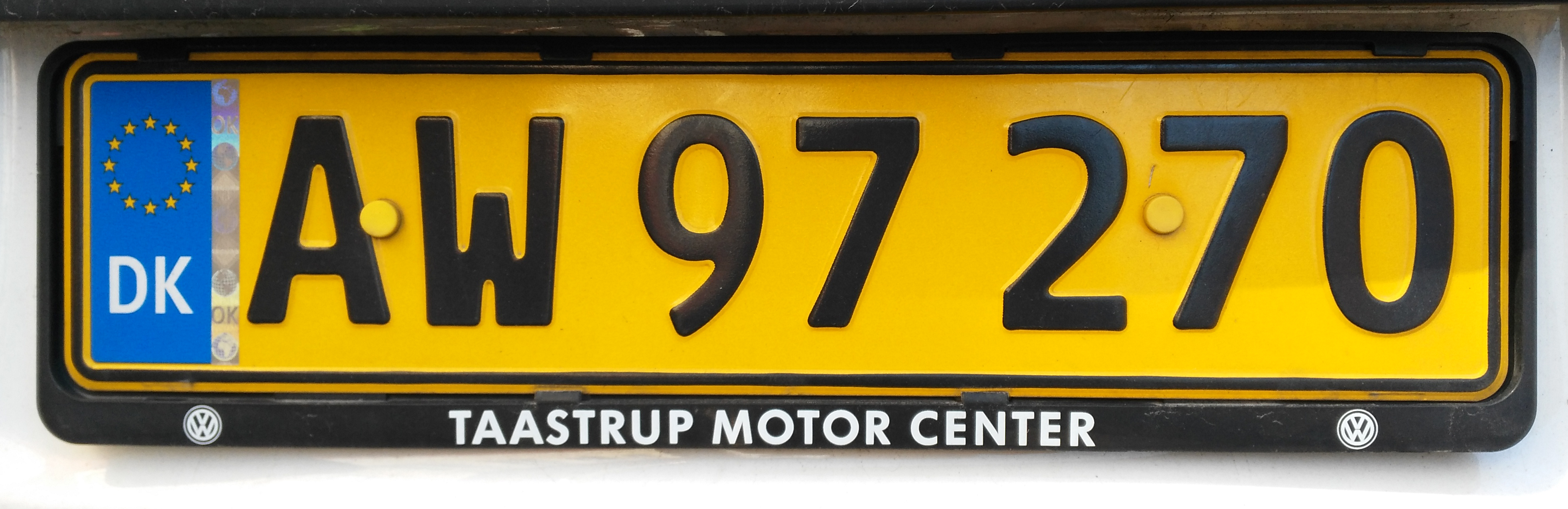
Formato posterior a 2009 de matrícula de uso comercial.

Formato de matrícula diplomática.

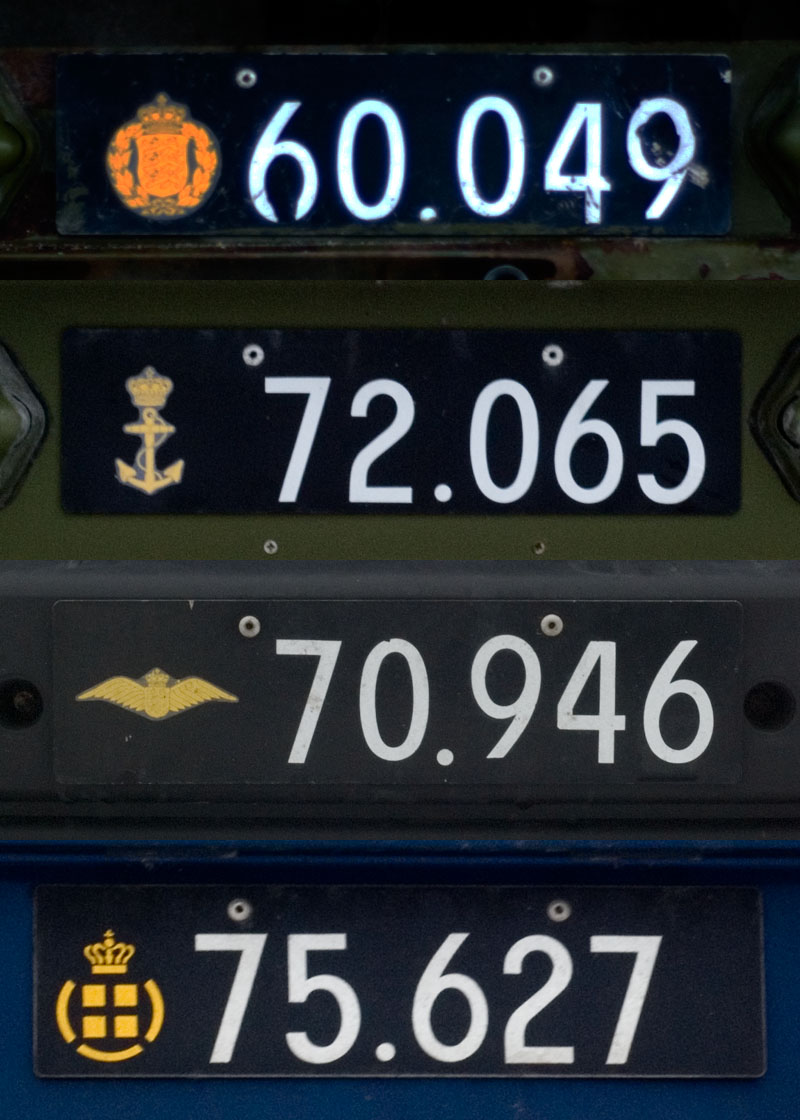
Matrículas militares.

Las cifras de la placa de matrícula se dividen en rangos de números según el uso y tipo de vehículo. La siguiente tabla muestra el número de serie actual para los vehículos de motor daneses.
| Números         | Uso y tipo de vehículo                                     |
| --------------- | ---------------------------------------------------------- |
| 001 - 699       | Ciclomotores grandes                                       |
| 700 - 999       | Tractores                                                  |
| 10 00 - 29 99   | Remolques y caravanas                                      |
| 50 00 - 99 99   | Remolques y semirremolques                                 |
| 5 500 - 9 999   | Ciclomotores pequeños                                      |
| 10 000 - 18 999 | Motocicletas                                               |
| 19 000 - 19 499 | Tractores                                                  |
| 20 000 - 59 999 | Vehículos comunes (placas rectangulares)                   |
| 60 000 - 75 999 | Vehículos comunes (placas cuadradas)                       |
| 76 000 - 76 999 | Vehículos diplomáticos                                     |
| 77 000 - 77 999 | Vehículos diplomáticos y de organizaciones internacionales |
| 78 000 - 87 999 | Camiones, autobuses, furgonetas (placas rectangulares)     |
| 88 000-97 999   | Camiones, autobuses, furgonetas (placas cuadradas)         |
| 98 000-99 699   | Taxis (placas rectangulares)                               |
| 99 700-99 999   | Taxis (placas cuadradas)                                   |

## Tipos
Los vehículos de uso comercial llevan placas de fondo amarillo con caracteres en negro (con franja de la UE o sin ella). 
Los vehículos diplomáticos de embajadas o del personal diplomático llevan unas placas de fondo azul y caracteres en blanco sin la franja de la UE.
Los vehículos militares llevan placas de fondo negro con caracteres en blanco. La numeración se compone de cinco cifras delante de las que se encuentra el escudo de la rama de la fuerza armada a la cual pertenece. 